# 雨絲寶螺
雨絲寶螺（学名：Cypraea isabella）为寶螺科寶螺屬下的一个种。